# Stea de tip spectral S

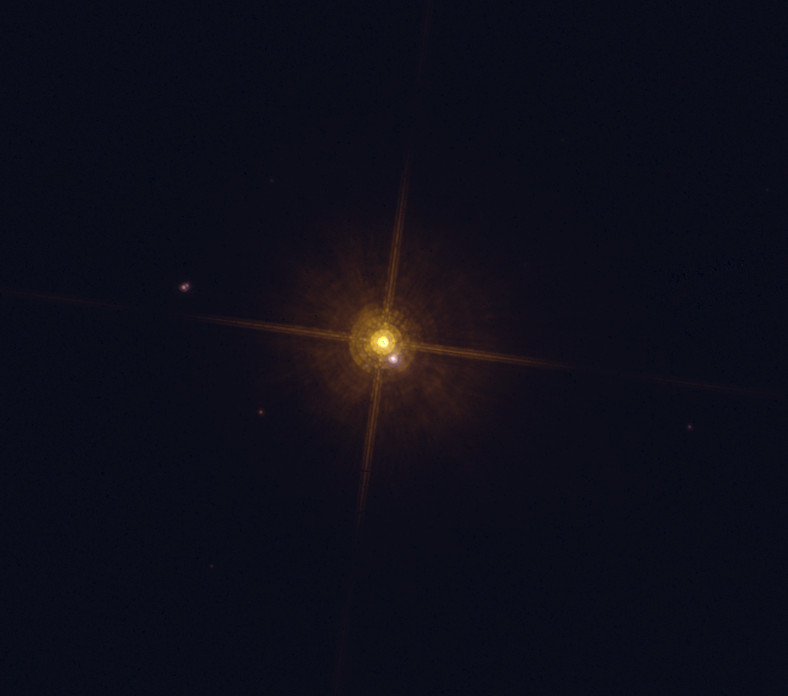
W Aquilae este o stea de tip S și variabilă Mira cu o companioană apropiată, rezolvată de Telescopul spațial Hubble.

O stea de tip S este o varietate de stele gigante aflate într-un stadiu de evoluție târziu, asemănător cu tipul spectral K5-M, dar al cărui spectru prezintă, în afară de liniile oxidului de titan TiO pe care le prezintă de obicei stelele gigante de tip K și M, și liniile oxidului de zirconiu ZrO.
Concentrația în alte specii chimice formate din elemente izvorâte din procesul s, precum sunt oxidul de ytriu (III) Y2O3 și technețiul Tc este de asemenea crescută, indicând limpede prezența unui mecanism de captură neutronică printre elementele perioadei 5 a tabelului periodic al elementelor chimice. Aceste stele pot să prezinte și linii ale radicalului cianogen CN și a litiului Li. Cele mai multe sunt stele variabile cu perioadă lungă.
Se crede că majoritatea stelelor de tip S sunt o stare tranzitorie a transformării stelelor gigante obișnuite de tip spectral M al ramurii gigant asimptotice (AGB, în engleză) în stele de carbon de tip C-N. Stelele AGB își extrag în general energia din fuziunea nucleară într-un strat de hidrogen care înconjoară un nucleu inert, dar „pulsațiile termice” pot duce uneori la predominarea unui strat de fuziune a heliului.
Alte stele de tip S, denumite „extrinseci”, ar putea fi versiuni târzii și mai reci ale stelelor de bariu, în care îmbogățirea în carbon și în elemente izvorâte din procesul s, decelate în spectrul acestor stele, ar fi rezultatul transferurilor de masă dintre cele două componente ale unui sistem de stele binare. În asemenea sisteme, îmbogățirea în carbon și în elemente izvorâte din procesul s nu ar proveni de la steaua observată astăzi, ci de la o stea de carbon aflată pe orbită în jurul acestei stele și devenită apoi o pitică albă, în general invizibilă în mod direct, după transfer de masă la steaua principală. 
Stelele de tip S sunt în general mai roșii decât stelele de tip K sau M a căror fotosferă ar avea aceeași temperatură. Steaua Chi Cygni, o variabilă de tip Mira, este steaua de tip S cea mai strălucitoare de pe cer, când strălucirea ei este maximă, cu un spectru de tip S7 până la S10, prezentând oxid de zirconiu ZrO, oxid de titan TiO și oxid de vanadiu VO, ceea ce o apropie uneori de tipul intermediar MS.  Steaua S Ursae Majoris este un alt exemplu de stea de tip S. Cât despre steaua BD Camelopardalis (HR 1105), aceasta este un exemplu de stea de tip S „extrinsecă”. 